# Epischura baikalensis
 (décembre 2024).
Espèce
Statut de conservation UICN

 VU  : Vulnérable
Epischura baikalensis est une espèce de zooplanctons de la famille des Temoridae. Cette espèce est endémique du lac Baïkal en Russie où elle représente 80-90 % de la biomasse. Cette espèce joue un rôle clé dans l'auto-épuration des eaux du lac en filtrant un tiers du volume de la zone photique de celui-ci.

## Systématique
Le nom valide complet (avec auteur) de ce taxon est Epischura baikalensis Sars G.O., 1900.

### Étymologie
Son épithète spécifique, composée de baikal et du suffixe latin -ensis, « qui vit dans, qui habite », lui a été donnée en référence à sa localité type, le lac Baïkal.